# HMS Unruffled
Le HMS Unruffled est un sous-marin de la classe U de la Royal Navy.

## Histoire
Le HMS United passe la majeure partie de la Seconde Guerre mondiale en Méditerranée. Sa première opération est l'opération Pedestal du 9 au 15 août 1942. Il coule le dragueur de mines auxiliaire italien N 10/Aquila et le navire marchand vichyste Liberia le 21 septembre 1942, le lendemain le navire marchand italien Leonardo Palomba, un autre l’Una le 11 octobre 1942 et deux jours plus tard un troisième le Loreto. Le 8 novembre 1942, l’Unruffled torpille et endommage le croiseur léger italien Attilio Regolo au large du cap San Vito, en Sicile. Le croiseur perd sa proue. Le commandant, le lieutenant John Samuel Stevens, ne peut achever le navire, car il n'a plus de torpilles. Les destroyers Nicolò Zeno et Antonio da Noli chassent le sous-marin. Le lendemain, l'United attaque à nouveau l’Attilio Regolo, mais le manque. Le 14 décembre 1942, l’Unruffled coule le navire marchand italien Castelverde et le lendemain, un autre Sant'Antioco.
Le 23 janvier 1943, le sous-marin coule le navire marchand italien Amabile Carolina et le surlendemain le pétrolier italien Teodolinda, le 26 le dragueur de mines auxiliaire italien Z 90/Redentore, le 31 le navire marchand allemand Lisboa. Le 18 février, le HMS Unruffled attaque les goélettes italiennes L'Angelo Raffaelo et Nicolò lo Porto avec trois torpilles au large de Nabeul, en Tunisie. Les équipages abandonnent les deux goélettes qui s'échouent sur la plage. Le 21, il coule le navire marchand allemand Baalbeck. Le 3 juin, il coule le pétrolier français Henry Desprez. Le 3 août, il coule le navire marchand italien Città di Catania qu'il avait manqué deux jours plus tôt. Le 27, il coule un autre, le Città di Spezia. En octobre 1943, il quitte la Méditerranée et retourne le mois suivant au Royaume-Uni. Il est en réparation de décembre 1943 à  mai 1944 à Tilbury.
Le 29 juin 1944, l’Unruffled part pour l'Amérique du Nord. Il fait des exercices dans les Bermudes d'août 1944 à juin 1945. En septembre 1945, il est de retour au Royaume-Uni. Il est mis en réserve dans le port de Londonderry le 18 octobre 1945 puis démoli en janvier 1946 à Troon.